# Musica Franconia
Das Musik-Festival Musica Franconia ist eine alljährlich zwischen Juni und August stattfindende Konzertreihe und hatte bis 2012 den Titel Fränkischer Sommer, Musica Franconia. Das seit 1987 bestehende Festival beschäftigt sich mit Alter Musik, insbesondere mit der Musik in Franken lebender oder dort geborener Komponisten vom Mittelalter bis zum frühen 19. Jahrhundert. Darüber hinaus kommen aber auch immer wieder zeitgenössische Werke zur Aufführung. Die Konzerte finden hauptsächlich in der Region Mittelfranken, häufig an historischen Spielstätten, Kirchen und Klöstern oder als Freiluftveranstaltungen statt. Viele Künstler fühlen sich der historischen Aufführungspraxis verpflichtet. Das Motto der Reihe wechselte jährlich. So lautete es 2005 beispielsweise Minnesänger in Franken. Schwerpunkt des Programms 2008 mit insgesamt 39 Konzerten bildete Flötenmusik.
Träger des Festivals ist der Verein Gesellschaft Musica Franconia e.V. Intendant ist Wolfgang Riedelbauch. Von 2000 bis 2012 wurde das Festival vom Bezirk Mittelfranken getragen, was dem Festival erweiterte finanzielle Möglichkeiten eröffnete. Neben bis zu 50 Konzerten wurden auch Marktplatzopern aufgeführt.
Der Versuch, die Konzertreihe auf ganz Franken auszudehnen, stieß beim Bezirk Mittelfranken nicht auf Gegenliebe. Er zog sich als Träger zurück und gründete unter dem Titel Fränkischer Sommer ein eigenes Festival ohne ausgeprägten zeitlichen oder thematischen Schwerpunkt. Dieses fand 2013 erstmals statt.
Seit 2013 wird das Festival in eigener Trägerschaft und unter dem Namen Musica Franconia veranstaltet und umfasst 2014 wieder elf Konzerte mit Alter Musik im Großraum Nürnberg. 2015 waren es auf 14 Konzerte an fünf Wochenende und 2016 10 Konzerte, darunter eine Oper und mehrere große Kirchenkonzerte. Als Schirmherr fungiert Thomas Goppel, MdL und Präsident des Bayerischen Musikrats.